# Severovzhodna kitajska nižina
Severovzhodna kitajska nižina (poenostavljeno kitajsko: 东北平原; tradicionalno kitajsko: 東北平原; pinjin: Dōngběi Píngyuán), splošno znana kot Songliao nižina ali Mandžurska nižina ali samo Severovzhodna nižina, je na severovzhodni Kitajski, zgodovinsko znana tudi kot Mandžurija. Leži med gorama Veliki in Mali Hingan ter Čangbai in se konča na obali v zalivu Liaodong v Bohajskem morju. Pokriva 350.000 km² in je največja kitajska nižina z nadmorsko višino manj kot 200 metrov in manj kot 100 metrov proti jugozahodu. The Songhua, Nen, and Liao rivers run through it. Skozenj tečejo reke Songhua, Nen in Liao. Mandžurska nižina v Aziji je drugo ime doline Amur.
Severovzhodna nižina vključuje ravnico Songen na severu, ravnino Liaohe na jugu in ravnico Sandžiang na severovzhodu. Songnensko nižino so oblikovali Songhua in aluvialna prst iz Nena. Ravnina Liaohe, ki je v hribovitih območjih v bližini mesta Čangčun, je nastala z ločitvijo razvodij Songhua in Liaohe, ki sta skupaj znana kot ravnica Liaohe. Ravnina Sandžiang, ob sotočju rek Sungari, Amur in Usuri, je bila prvotno močvirje, znano kot Velika severna divjina, ki je po melioraciji postalo območje za pridelavo hrane. Prvotno močvirno območje ravnice Sandžiang se je močno zmanjšalo.

## Zgodovina
Severovzhodno nižino so naseljevale etnične skupine Sušen od obdobja dinastije Džou, do in vključno z ljudstvom DŽurčen, ki je bilo polnomadsko. Obsežna migracija Hanov se je zgodila med dinastijo Čing, v procesu, imenovanem Čuang Guandong, ki se je okrepil med vladavino cesarja Guangšu v poznem 18. stoletju in s seboj prinesel obsežno kmetijstvo.

## Kmetijstvo
Primerna je za mehanizirano kmetovanje, z gosto in rodovitno prstjo ter velikimi obdelovalnimi površinami. Ravnina je glavna regija sveta, ki proizvaja černozjom, ki se razvije na puhlici. Ogromne površine so posejane s pšenico, koruzo, sojo, rižem, sladkorno peso, sončnicami, sirkom in lanom. Pokrajina je bogata z viri, kot so železova ruda, premog in nafta. Po letu 1949 se je na ravnini začela melioracija in ustanavljanje državnih kmetij. V tej pokrajini je zelo malo dreves, ki niso bila posajena, običajno topoli v dolgih vrstah ob cestah ali na obeh straneh železniških tirov. Na pokrajini ni veliko ograj, ni dolgih ograj, čeprav je ob hišah veliko lesenih ali kamnitih ograj. Obstaja tudi veliko mokrišč, obsežnih barij in veliko območij, ki so izpostavljena poplavam.